# フー・ツォン
フー・ツォン（中国語: 傅 聰 / Fou Ts'ongあるいはFu Cong, 1934年3月10日 - 2020年12月28日）は、中国上海市出身のピアニスト。

## 経歴
父親は上海芸術大学教授であり、翻訳家・文学者の傅雷（フー・レイ）。コスモポリタンなインテリの家庭に生まれ、上海交響楽団創設者のマリオ・パーチ（en:Mario Paci）にピアノの手ほどきを受ける。1953年にワルシャワ音楽院に留学し、ズビグニェフ・ジェヴィエツキに師事。特にマズルカのリズムについて薫陶を受ける。1955年の第5回ショパン国際ピアノコンクールで第3位。併せてポーランド・ラジオ賞（マズルカ賞）を受賞。
両親が文化大革命の犠牲となったため、中華人民共和国への帰国を諦め、1960年より活動拠点をロンドンに移し、世界中で演奏活動やマスタークラスの開催に取り組む。モーツァルト弾きやショパン弾きとして知られ、ヘルマン・ヘッセは、フー・ツォンこそショパンを正しく演奏できる唯一のピアニストであると折り紙をつけた。ほかに、モーツァルトのピアノ協奏曲やドビュッシーのピアノ曲でも独自の解釈を見せている。
マルタ・アルゲリッチやレオン・フライシャー、ラドゥ・ルプーと親しく、アルゲリッチは、しばしば別府アルゲリッチ音楽祭に彼を招いて共演している。ルプーはフー・ツォンの作品についての洞察力や、ピアノ界に対する影響力を認めているという。
2020年12月28日、2019新型コロナウイルス感染症によりロンドンで死去。

## 参考書籍
- 傅雷 著(榎本泰子訳)『君よ弦外の音を聴け―ピアニストの息子に宛てた父の手紙』 （樹花舎、2004年、ISBN 4434042130）
- 森岡葉 著『望郷のマズルカ―激動の中国現代史を生きたピアニスト フー・ツォン』（ショパン、2007年、ISBN 9784883642366）